# Авиљано
Авиљано (итал. Avigliano) је насеље у Италији у округу Потенца, региону Базиликата.
Према процени из 2011. у насељу је живело 5774 становника. Насеље се налази на надморској висини од 894 м.

## Становништво
Према резултатима пописа становништва 2011. у општини је живело 11.796 становника.
| 1931.  | 1936. | 1951.  | 1961.  | 1971.  | 1981.  | 1991.  | 2001.  | 2011.  |
| ------ | ----- | ------ | ------ | ------ | ------ | ------ | ------ | ------ |
| 11.154 | 9.629 | 10.767 | 11.307 | 10.973 | 11.392 | 11.761 | 12.025 | 11.796 |